# 홍순규
홍순규(1994년 6월 10일~)는 한국프로농구 서울 삼성 썬더스 소속 농구선수이다. 2017년 KBL 드래프트에서 전체 16순위로 서울 삼성 썬더스에 지명되었다.

## 학력
- 부산중앙고등학교
- 단국대학교

## 경력
- 2017년 ~ : 서울 삼성 썬더스 (2017년 드래프트 2라운드 6순위)